# L'Appel du néant
L'Appel du néant est un roman (thriller) de Maxime Chattam, édité chez Albin Michel en 2017. C'est le troisième de la série Ludivine Vancker, après La Conjuration primitive et La Patience du diable.

## Résumé
Alors que Ludivine Vanker, lieutenant de gendarmerie, se remet difficilement des traumatismes psychiques subis lors de l’enquête précédente, le cadavre d’un inconnu est découvert sur une voie de chemin de fer.  À côté de lui, une grande quantité de drogue, trop importante pour que ce soit un règlement de comptes entre trafiquants qui n’auraient jamais abandonné autant de marchandise. Grâce au FAED (fichier automatisé des empreintes digitales), l’identité de Laurent Brach est rapidement découverte. Après une série de délits et un séjour en prison, il semble s’être rangé depuis deux ans. Mais on le soupçonne de s'être radicalisé en prison.
Les meurtres étranges se succèdent, à la frontière entre des actes d'un tueur en série et du terrorisme islamiste. Très vite, Marc Tallec, un agent de la DGSI se joint à l'équipe pour mener ces investigations qui mêlent secret d’État, sécurité intérieure, pulsion de mort, destruction du libre-arbitre et connaissance du bien et du mal et appel du néant qui donne son titre à l'ouvrage.
Parallèlement, nous suivons un Libanais qui, toute sa vie, a été autant bon que cruel. Bon avec ceux qui sont dans le besoin, cruel avec ceux qui le méritent (selon lui). Un djinn, comme sa mère l’a souvent qualifié, en référence à l’Islam, notamment. Selon les croyances, un être surnaturel capable d’influencer spirituellement le genre humain.

## Personnages
On retrouve les membres de l'équipe rencontrés précédemment, auxquels s'ajoute Marc Tallec, l'agent de la DGSI.